# Österreichische Fußball-Frauenmeisterschaft 2022/23
Die österreichische Fußball-Frauenmeisterschaft wurde 2022/23 zum 51. Mal nach der 35-jährigen Pause zwischen 1938 und 1972 ausgetragen. Die höchste Spielklasse ist die ÖFB Frauen-Bundesliga und wurde zum 10. Mal durchgeführt. Die zweithöchste Spielklasse (2. Liga), in dieser Saison die 44. Auflage, wird zum 4. Mal österreichweit ausgetragen. Die Saison dauerte von Mitte August bis Mitte Juni.
Österreichischer Fußballmeister wurde zum 8. Mal in Folge SKN St. Pölten. Die Meister der zweithöchsten Spielklasse, die 2. Liga, wurde die Spielgemeinschaft SPG Lustenau/FC Dornbirn Ladies und war berechtigt in der Saison 2023/24 in der ÖFB Frauen-Bundesliga zu spielen.

## Erste Leistungsstufe – ÖFB Frauen-Bundesliga

### Modus
Im Rahmen des im Meisterschaftsmodus durchgeführten Bewerbes spielt jede Mannschaft zweimal gegen jede teilnehmende gegnerische Mannschaft (Hin- und Rückrunde). Das Heimrecht ergibt sich durch die Auslosung.

### Saisonverlauf
Die ÖFB Frauen-Bundesliga endete, wie auch die letzten Saisonen davor, mit dem Meistertitel für den SKN St. Pölten, der mit 51 Punkten und einem Torverhältnis von plus 80 vor dem SK Sturm Graz gewann.

### Abschlusstabelle
| Pl.             | Verein                              | Sp. | S  | U | N  | Tore    | Diff. | Punkte |
| --------------- | ----------------------------------- | --- | -- | - | -- | ------- | ----- | ------ |
| 1.              | SKN St. Pölten (M, C)               | 18  | 17 | 0 | 1  | 090:100 | +80   | 51     |
| 2.              | SK Sturm Graz                       | 18  | 14 | 1 | 3  | 067:190 | +48   | 43     |
| 3.              | SPG Altach/Vorderland               | 18  | 14 | 1 | 3  | 067:180 | +49   | 43     |
| 4.              | SV Neulengbach                      | 18  | 9  | 2 | 7  | 035:130 | +22   | 29     |
| 5.              | First Vienna FC                     | 18  | 8  | 2 | 8  | 044:300 | +14   | 26     |
| 6.              | FK Austria Wien                     | 18  | 7  | 4 | 7  | 034:260 | +8    | 25     |
| 7.              | SPG Kleinmünchen/Blau-Weiß Linz (N) | 18  | 5  | 3 | 10 | 018:370 | −19   | 18     |
| 8.              | FC Bergheim                         | 18  | 4  | 2 | 12 | 016:440 | −28   | 14     |
| 9.              | FC Wacker Innsbruck FB1             | 18  | 3  | 1 | 14 | 016:840 | −68   | 10     |
| 10.             | SKV Altenmarkt                      | 18  | 1  | 0 | 17 | 006:112 | −106  | 03     |
| Stand: Endstand |                                     |     |    |   |    |         |       |        |

| (M) | Österreichischer Fußball-Frauenmeister 2021/22                        |
| (C) | ÖFB-Ladies-Cup-Sieger 2021/22                                         |
| (N) | Neuaufsteiger der Saison 2021/22                                      |
| *   | Rückreihung bei Punktgleichheit (Anzahl der strafbeglaubigten Spiele) |

Aufsteiger
- 2. Liga: SPG Lustenau/FC Dornbirn Ladies

### Torschützenliste
Die Torschützenliste führte Linda Natter vor Eileen Campbell und Rita Schumacher an.
| Pl. | Nat.        | Spieler              | Verein                | Tore |
| --- | ----------- | -------------------- | --------------------- | ---- |
| 01. | Osterreich  | Linda Natter         | SPG Altach/Vorderland | 18   |
| 02. | Osterreich  | Eileen Campbell      | SPG Altach/Vorderland | 15   |
| 03. | Deutschland | Rita Schumacher      | SKN St. Pölten        | 13   |
| 04. | Deutschland | Julia Matuschewski   | SK Sturm Graz         | 13   |
| 05. | Slowenien   | Kristina Panakova    | SV Neulengbach        | 12   |
| 06. | Danemark    | Maria Agerholm Olsen | SPG Altach/Vorderland | 12   |

Future League
In der Future League, bei der nur die 2. Mannschaften der ÖFB Frauen-Bundesliga teilnehmen führt der 1. FK Austria Wien II vor 2. First Vienna FC II, 3. SKN St. Pölten II, 4. FC Bergheim II, 5. AKA Steiermark, 6. AKA Vorarlberg, 7. USV Neulengbach II, 8. Akademie Oberösterreich, 9. SKV Altenmarkt II und 10. FC Wacker Innsbruck II.

## Zweite Leistungsstufe – 2. Liga

### Modus
In der Saison 2022/23 treten 12 Mannschaften an. Jede Mannschaft spielt jeweils einmal zu Hause und auswärts gegen jede andere Mannschaft. Der Meister der Liga steigt in die ÖFB Frauen-Bundesliga auf. Die Mannschaften auf den letzten drei Rängen steigen in die jeweilige Landesliga ab.

### Saisonverlauf
Die SPG FC Lustenau/FC Dornbirn Ladies gewann die 2. Liga und stieg in die ÖFB Frauen-Bundesliga für die Saison 2023/24 auf.

### Abschlusstabelle
Die Meisterschaft endete mit folgendem Ergebnis:
| Pl.             | Verein                          | Sp. | S  | U | N  | Tore    | Diff. | Punkte |
| --------------- | ------------------------------- | --- | -- | - | -- | ------- | ----- | ------ |
| 1.              | SPG FC Lustenau/Dornbirn Ladies | 22  | 17 | 3 | 2  | 098:230 | +75   | 54     |
| 2.              | SG FAC/USC Landhaus Wien        | 22  | 17 | 0 | 5  | 063:330 | +30   | 51     |
| 3.              | Wildcats Krottendorf            | 22  | 15 | 3 | 4  | 070:340 | +36   | 48     |
| 4.              | SV Horn                         | 22  | 12 | 3 | 7  | 053:300 | +23   | 39     |
| 5.              | SPG Geretsberg/Bürmoos          | 22  | 11 | 1 | 10 | 045:340 | +11   | 34     |
| 6.              | LUV Graz                        | 22  | 10 | 3 | 9  | 042:390 | +3    | 33     |
| 7.              | FC Südburgenland (A)            | 22  | 9  | 5 | 8  | 055:420 | +13   | 32     |
| 8.              | Carinthians Hornets             | 22  | 8  | 6 | 8  | 042:350 | +7    | 30     |
| 9.              | Wiener Sport-Club               | 22  | 7  | 1 | 14 | 027:520 | −25   | 22     |
| 10.             | Kötz-Haus Ladies Preding (N)    | 22  | 7  | 0 | 15 | 024:640 | −40   | 21     |
| 11.             | RW Rankweil                     | 22  | 3  | 2 | 17 | 016:740 | −58   | 11     |
| 12.             | SV Weikersdorf (N)              | 22  | 2  | 1 | 19 | 014:890 | −75   | 07     |
| Stand: Endstand |                                 |     |    |   |    |         |       |        |

| (A) | Absteiger aus der Bundesliga 2021/22 |
| (N) | Aufsteiger aus der Landesliga        |

### Torschützenliste
In der 2. Liga Mitte/West war Julia Wagner die beste Torschützin:
| Pl. | Nat.       | Spieler          | Verein                          | Tore |
| --- | ---------- | ---------------- | ------------------------------- | ---- |
| 01. | Osterreich | Julia Wagner     | Wildcats Krottendorf            | 28   |
| 02. | Kroatien   | Selma Kajdic     | SPG FC Lustenau/Dornbirn Ladies | 27   |
| 03. | Osterreich | Caroline Fritsch | SPG FC Lustenau/Dornbirn Ladies | 19   |
| 04. | Ungarn     | Lilla Sipos      | FC Südburgenland                | 17   |
| 05. | Osterreich | Sarah Gutmann    | SV Horn                         | 15   |
| 06. | Osterreich | Jennifer Mayr    | SPG Geretsberg/Bürmoos          | 14   |

## Relegation

### Relegation zur 2. Liga
Relegation zur 2. Liga Region Mitte
Relegationstabelle
| Pl.             | Verein                      | Sp. | S | U | N | Tore    | Diff. | Punkte |
| --------------- | --------------------------- | --- | - | - | - | ------- | ----- | ------ |
| 1.              | Linzer ASK (LLOÖ)           | 4   | 2 | 2 | 0 | 008:000 | +8    | 08     |
| 2.              | Grazer AK (LLST)            | 1   | 0 | 0 | 1 | 000:100 | −1    | 0      |
| 3.              | SK Austria Klagenfurt (LLK) | 2   | 1 | 0 | 1 | 000:700 | −7    | 03     |
| Stand: Endstand |                             |     |   |   |   |         |       |        |

| Legende: (LLK): Kärnten, (LLOÖ): Oberösterreich und (LLST): Steiermark |

Relegation zur 2. Liga Region Ost
In der Landesliga Ost-Region, das ist Burgenland, Niederösterreich und Wien, fand sich kein Verein, der in die 2. Frauen Bundesliga aufsteigen wollte. Der Niederösterreichische Meister FSG Traiskirchen und das 3. Frauenteam der FK Austria Wien, die Young Violets Austria Wien, trugen die Relegation zur 2. Frauen Bundesliga aus. Die Vereine aus Burgenland spielten in Landesligen in anderen Bundesländern.
| Datum                                       |                                  | Gesamt |                         | Hinspiel  | Rückspiel |
| ------------------------------------------- | -------------------------------- | ------ | ----------------------- | --------- | --------- |
| 07.06.2023, 19:00 Uhr 11.06.2023, 17:00 Uhr | Young Violets Austria Wien (LLW) | 6:1    | FSG Traiskirchen (LLNÖ) | 3:1 (1:1) | 3:0 (1:0) |

| Legende: (LLNÖ): Niederösterreich und (LLW): Wien |

Relegation zur 2. Liga Region West
In der Landesliga West-Region, das ist Salzburg, Tirol und Vorarlberg, fand sich nur der FC Pinzgau Saalfelden, der in die 2. Frauen Bundesliga aufsteigen wollte. Der Tiroler Meister SPG Mittelgebirge Ost und der Vorarlberger Meister FC Alberschwende verzichteten auf die Relegation.